# 中野誠吾
中野 誠吾（なかの せいご、1956年7月11日 - ）は、兵庫県出身の元プロ野球選手（外野手）。

## 来歴・人物
武庫工業高、大阪産業大学では首位打者1回、ベストナイン3回で1978年オフにドラフト外で南海ホークスにテスト入団。
外野手であるが、主に指名打者・門田博光、捕手・香川伸行の代走として起用された。そのため、代走に出た後守備につくことがほとんどなく、「走りのスペシャリスト」と呼ばれた。
1983年限りで、現役を引退。

## 詳細情報

### 年度別打撃成績
| 年 度     | 球 団     | 試 合 | 打 席 | 打 数 | 得 点 | 安 打 | 二 塁 打 | 三 塁 打 | 本 塁 打 | 塁 打 | 打 点 | 盗 塁 | 盗 塁 死 | 犠 打 | 犠 飛 | 四 球 | 敬 遠 | 死 球 | 三 振 | 併 殺 打 | 打 率 | 出 塁 率 | 長 打 率 | O P S |
| --------- | --------- | ----- | ----- | ----- | ----- | ----- | -------- | -------- | -------- | ----- | ----- | ----- | -------- | ----- | ----- | ----- | ----- | ----- | ----- | -------- | ----- | -------- | -------- | ----- |
| 1983      | 南海      | 35    | 2     | 2     | 14    | 0     | 0        | 0        | 0        | 0     | 0     | 5     | 2        | 0     | 0     | 0     | 0     | 0     | 1     | 0        | .000  | .000     | .000     | .000  |
| 通算：1年 | 通算：1年 | 35    | 2     | 2     | 14    | 0     | 0        | 0        | 0        | 0     | 0     | 5     | 2        | 0     | 0     | 0     | 0     | 0     | 1     | 0        | .000  | .000     | .000     | .000  |

### 記録
- 初出場：1983年4月10日、対西武ライオンズ2回戦（西武ライオンズ球場）、8回表に香川伸行の代走で出場
- 初先発出場：1983年4月30日、対西武ライオンズ3回戦（大阪スタヂアム）、6番・一塁手で先発出場（偵察要員、試合開始時に池之上格と交代）
- 初盗塁：1983年5月7日、対阪急ブレーブス3回戦（大阪スタヂアム）、8回裏に二盗（投手：木下智彦、捕手：石嶺和彦）

### 背番号
- 62 （1979年 - 1982年）
- 40 （1983年）